# Ciliopagurus albatrossae
Ciliopagurus albatrossae är en kräftdjursart som beskrevs av Forest 1995. Ciliopagurus albatrossae ingår i släktet Ciliopagurus och familjen Diogenidae. Inga underarter finns listade i Catalogue of Life.